# Iakovița, Kărdjali
Iakovița (în bulgară Яковица) este un sat în comuna Kirkovo, regiunea Kărdjali,  Bulgaria. 

## Demografie
Componența etnică a satului Iakovița
     Bulgari (100%)
     Nicio identificare (0%)
     Altele (0%)
La recensământul din 2011, populația satului Iakovița era de 67 locuitori. Din punct de vedere etnic, toți locuitorii erau bulgari.